# 华北散血丹
华北散血丹（学名：Physaliastrum sinicum）为茄科散血丹属下的一个种。其种加词sinicum意为“中华的”。